# GY d'Andròmeda
GY d'Andròmeda (GY Andromedae) és una estrella variable del tipus Alfa2 Canum Venaticorum de la constel·lació d'Andròmeda. La seva claror fluctua entre les magnituds 6,27 i 6,41. Pertany al grup de les estrelles CP (de l'anglès chemically peculiar stars: 'estrelles químicament peculiars'). La seva característica més xocant és la presència de l'element prometi en el seu espectre d'emissió. És també una estrella binària espectroscòpica amb un període amb un període d'almenys 273 dies i una excentricitat de 0,47.